# Globi d'oro 2018
La 58ª edizione dei Globi d'oro si è tenuta mercoledì 13 giugno 2018 a Villa Medici a Roma.
La candidature sono state annunciate il 28 maggio 2018. Il film Brutti e cattivi di Cosimo Gomez ha ottenuto il maggior numero di candidature con quattro. Gianni Amelio è stato riconosciuto con il Globo d'oro alla carriera.

## Candidati e vincitori
I vincitori sono indicati in grassetto, a seguire gli altri candidati.

### Miglior film
- L'intrusa, regia di Leonardo Di Costanzo
- Brutti e cattivi, regia di Cosimo Gomez
- Dove non ho mai abitato, regia di Paolo Franchi
- L'ordine delle cose, regia di Andrea Segre
- Tutto quello che vuoi, regia di Francesco Bruni

### Gran Premio della stampa estera
- L'esodo, regia di Ciro Formisano

### Miglior opera prima
- Karen Di Porto - Maria per Roma
- Cosimo Gomez - Brutti e cattivi
- Roberto De Paolis - Cuori puri
- Antonio Padovan - Finché c'è prosecco c'è speranza
- Luca Bellino e Silvia Luzi - Il cratere

### Miglior attore
- Luca Marinelli - Una questione privata (ex aequo)
- Toni Servillo - La ragazza nella nebbia (ex aequo)
- Claudio Santamaria - Brutti e cattivi
- Massimo Popolizio - Sono tornato
- Giuliano Montaldo - Tutto quello che vuoi

### Miglior attrice
- Paola Cortellesi - Come un gatto in tangenziale
- Lucia Mascino - Amori che non sanno stare al mondo
- Alba Rohrwacher - Figlia mia
- Valeria Golino - Il colore nascosto delle cose
- Cristiana Capotondi - Nome di donna

### Miglior sceneggiatura
- Donato Carrisi - La ragazza nella nebbia
- Francesco Piccolo, Stephen Amidon, Francesca Archibugi e Paolo Virzì - Ella & John - The Leisure Seeker
- Antonio Padovan, Fulvio Ervas e Marco Pettenello  - Finché c'è prosecco c'è speranza
- Fabio Grassadonia e Antonio Piazza - Sicilian Ghost Story
- Paolo Genovese e Isabella Aguilar - The Place

### Miglior fotografia
- Fabrizio Lucci - The Place
- Luca Bigazzi - Ella & John - The Leisure Seeker
- Massimo Moschin - Finché c'è prosecco c'è speranza
- Stefano Falivene - I figli della notte
- Simone Zampagni - Una questione privata

### Miglior musica
- Pino Donaggio - Dove non ho mai abitato
- Pivio e Aldo De Scalzi - Ammore e malavita
- Battista Lena - Gli sdraiati
- Andrea De Sica - I figli della notte
- Dario Marianelli - Nome di donna

### Miglior commedia
- Ammore e malavita, regia di Manetti Bros.
- Benedetta follia, regia di Carlo Verdone
- Brutti e cattivi, regia di Cosimo Gomez
- Come un gatto in tangenziale, regia di Riccardo Milani
- Sono tornato, regia di Luca Miniero

### Miglior documentario
- Caravaggio - L'anima e il sangue, regia di Jesús Garcés Lambert
- Fuga per la libertà, regia di Emanuela Gasbarroni
- La fortuna degli etruschi, regia di Marzia Marzolla e Matteo Bardelli
- La porta aperta, regia di Domenico Iannacone, Luca Cambi e Francesco Castellani
- Oltre il confine. La storia di Ettore Castiglioni di Andrea Azzetti e Federico Massa

### Miglior cortometraggio
- Stai Sereno, regia di Daniele Stocchi
- Colapesce, regia di Vladimir Di Prima
- Così in terra regia di Pier Lorenzo Pisano
- La giornata, regia di Pippo Mezzapesa
- La giraffa senza gamba, regia di Fausto Romano

### Globo d'oro alla carriera
- Gianni Amelio

### Gran Premio della stampa estera
- L'esodo, regia di Ciro Formisano

### Menzione speciale
- Numeruomini, regia di Gianfranco Ferraro